# コリオバクテリウム科
コリオバクテリウム科（Coriobacteriaceae）とは、真正細菌の放線菌門コリオバクテリウム綱コリオバクテリウム目に属する科の一つである。